# Zbiór typu F-sigma
Podzbiór przestrzeni topologicznej nazywamy zbiorem typu {\displaystyle F_{\sigma }} (czytamy: „zbiór typu ef sigma”), gdy jest on sumą przeliczalnej rodziny zbiorów domkniętych.
Każdy zbiór domknięty jest typu {\displaystyle F_{\sigma };} w przestrzeniach metryzowalnych każdy zbiór otwarty jest również tego typu – ogólnie w przestrzeniach doskonale normalnych każdy zbiór otwarty jest {\displaystyle F_{\sigma }.}
Dopełnienie zbioru typu {\displaystyle F_{\sigma }} nazywamy zbiorem typu G-delta {\displaystyle (G_{\delta }).}
Suma przeliczalnej rodziny zbiorów typu {\displaystyle F_{\sigma }} oraz przekrój skończonej rodziny takich zbiorów jest znów zbiorem typu {\displaystyle F_{\sigma }.}
Nazwa „zbiór typu {\displaystyle F_{\sigma }}” wzięła się ze zwyczaju oznaczania zbiorów domkniętych literą {\displaystyle F,} a indeksem {\displaystyle \sigma } – operacji przeliczalnej sumy. Zgodnie z taką konwencją przeliczalne przekroje zbiorów typu {\displaystyle F_{\sigma }} są zbiorami typu {\displaystyle F_{\sigma \delta }}, ich przeliczalne sumy – zbiorami typu {\displaystyle F_{\sigma \delta \sigma }} itd. Jeśli rozważaną przestrzenią jest {\displaystyle \mathbb {R} ,} to otrzymuje się w ten sposób coraz szersze klasy zbiorów borelowskich w {\displaystyle \mathbb {R} .}
Alternatywnym oznaczeniem na klasę zbiorów typu Fσ jest {\displaystyle \mathbf {\Sigma } _{2}^{0}.}

## Przykłady
- Zbiór liczb wymiernych jest typu {\displaystyle F_{\sigma }.}
- Zbiór liczb niewymiernych nie jest typu {\displaystyle F_{\sigma }.} Wynika to z tego, że liczby niewymierne są gęstym zbiorem typu {\displaystyle G_{\delta }.} Gdyby liczby niewymierne były typu zbiorem {\displaystyle F_{\sigma },} to zbiór liczb wymiernych byłby gęstym zbiorem typu {\displaystyle G_{\sigma }.} Wówczas {\displaystyle \mathbb {R} } dałby się przedstawić jako suma dwóch rozłącznych zbiorów gęstych typu {\displaystyle G_{\delta },} co wobec twierdzenia Baire’a jest niemożliwe.